# Romantische Komödie
Die Romantische Komödie (von Englisch Romantic comedy, Abk. Rom Com), eigentlich Liebeskomödie, bezeichnet ein international populäres Subgenre der Filmkomödie und des Liebesfilms, bei dem romantische Beziehungen und damit verbundene dramatische Verwicklungen und Hindernisse im Mittelpunkt stehen.
Die Erzählung ist weniger melodramatisch, sondern eher heiter und endet in der Regel mit einem Happy End. Typisch ist die Darstellung des idealisierten Konzepts der „wahren Liebe“, bei dem sich die Hauptpersonen kennenlernen und zueinander finden (e-m@il für Dich, 1998 oder Weil es Dich gibt, 2001). Durch die in der Tendenz „leichtfüßige, charmante und zurückhaltend-humorvolle“ Darstellung „ohne tiefere Ironie oder satirischen Biss“ sieht sich die romantische Komödie häufig dem Vorwurf der seichten Unterhaltung ausgesetzt.
Spielarten des Genres sind romantische Screwball-Komödien wie der Film Die Nacht vor der Hochzeit (1940), in dem ein Paar sich trennt und nach einer Reihe von Verwicklungen erneut heiratet, oder Woody Allens Film Der Stadtneurotiker (1977), in dem die Unmöglichkeit der Liebe thematisiert wird.
Liebeskomödien finden sich bereits in Werken von Shakespeare, zum Beispiel Ein Sommernachtstraum, Was ihr wollt oder Wie es euch gefällt, die Handlungselemente sind bis heute weitgehend ähnlich. Im frühen Hollywoodkino gilt Ernst Lubitsch als wichtiger Vertreter der romantischen Komödie, später auch Billy Wilder, unter anderem mit seinem Film Das verflixte 7. Jahr (1955).